# Aristolochia stevensii
Aristolochia stevensii là một loài thực vật có hoa trong họ Aristolochiaceae. Loài này được Barringer mô tả khoa học đầu tiên năm 1993.